# 富士市立丘小学校
富士市立丘小学校（ふじしりつ おかしょうがっこう）は、静岡県富士市にある公立小学校。周辺地域では丘小と呼ばれることが多い。
学校の南側には厚原スポーツ公園と厚原浄水場があり、東には富士市立岳陽中学校が位置する。

## 校訓
- 健康

## 校歌
- 作詞: 吉田とし
- 作曲: 遠藤猛

## 通学区域
- 傘木、傘木北、片宿、末広町、厚原中、厚原南、厚原北1・2、厚原東1・2・3[1]

## 指定避難所
- 厚原中、厚原南、厚原北1・2、厚原東2・3、末広町[2]

## 歴史
- 昭和48年4月5日　富士市立丘小学校開校式・入学式
新入学児童111名　鷹岡小より302名
伝法小より82名　大淵一小より8名
- 昭和48年4月11日　落成開会式（市式典）・記念植樹（イチョウ）
- 昭和48年8月13日　プール開設
- 昭和48年11月1日　校章制定
- 昭和49年1月24日　前庭築山完成
- 昭和49年1月29日　寒さを吹き飛ばす会
- 昭和49年2月18日　「校歌」発表会
- 昭和49年3月1日　運動場芝植え作業開始
- 昭和49年3月20日　「校歌」設置
- 昭和49年3月29日　「校旗」制定
- 昭和50年3月2日　教材池・水田完成
- 昭和50年3月19日　「健康」の設置
- 昭和51年12月29日　投球板完成（運動場北側）
- 昭和52年5月7日　3年生プレハブ校舎へ移動
- 昭和53年2月24日　体育館
- 昭和53年3月7日　体育館落成式
- 昭和53年12月3日　全国リード合奏大会　金賞受賞
- 昭和54年2月17日　「清らかで気品がありどっしりとした富士山のように」完成
- 昭和54年2月24日　校舎増築
- 昭和54年3月9日　校章玄関取り付け
- 昭和55年3月7日　体育館に「校歌・校章」の額設置
- 昭和57年9月26日　創立10周年記念運動会
- 昭和57年12月27日　創立10周年記念「あすなろの丘」完成
- 昭和58年4月15日　創立10周年記念誌「丘」発行
- 昭和59年6月5日　放送機器（アンプ等）一式設置
- 昭和60年1月16日　なかよしランドに遊具吊り橋設置
- 昭和60年3月20日　国旗等渇揚塔一式設置
- 昭和61年9月1日　放送機器（TV等）設置
- 昭和63年12月8日　運動場散水施設設置
- 平成2年9月20日　給食室改修工事完了
- 平成2年12月16日　パソコン室設置（15台）
- 平成3年3月30日　プール改修工事完了
- 平成3年10月28日　県・市教育委員会指定「交流教育」発表会
- 平成4年3月18日　グランド用放送機器設置
- 平成4年9月12日　第2土曜日休業スタート
- 平成5年3月10日　創立20周年記念誌「丘」発行
- 平成6年8月4日　NHK全国学校音楽コンクール出場
- 平成8年4月1日　富士市教育委員会より「個を生かす授業」指定
- 平成9年1月23日　「個を生かす授業」研究中間発表
- 平成9年8月12日　小プール新設
- 平成9年10月31日　富士市教育委員会指定「個を生かす授業」研究発表会
- 平成9年12月6日　「寒さを吹き飛ばす会」から「寒さを吹き飛ばす持久走大会」に変更
- 平成10年8月31日　パソコン室改修工事
- 平成10年11月11日　富士市一斉授業研究会「道徳」授業発表会
- 平成12年1月31日　富士給食優良校受賞
- 平成12年4月1日　静岡県福祉教育実践校指定
ネットワークモデル地域事業に指定
- 平成12年8月21日　パソコン室空調工事
- 平成13年5月21日　プール給水タイマー設置
- 平成13年9月21日　少人数指導SBS取材
- 平成14年4月1日　学校週5日制開始
触れ合い協力員制度開始・触れ合い協力員募集
- 平成14年10月5日　創立30周年記念運動会
- 平成14年12月7日　創立30周年記念式典
- 平成15年3月12日　創立30周年記念誌「丘」発行
- 平成15年4月17日　丘小元気太鼓発足
- 平成16年9月21日　パソコン機器設置（パソコン台）
- 平成17年6月11日　ブランコ移設（運動場北からなかよしランドへ）
- 平成18年6月27日　風光発電設置
- 平成19年2月22日　なかよしランド複合遊具撤去
- 平成19年6月9日　西校舎耐震補強工事開始〜10月31日完了
- 平成20年4月1日　文部化学省学力向上事業研究指定（3年間）
- 平成21年6月6日　東校舎耐震補強工事開始〜10月31日完了
- 平成21年7月23日　体育館耐震補強工事開始〜12月25日完了
- 平成22年1月26日　文部科学省学力向上事業自主発表会
- 平成22年3月28日　理科室工事・保健室教室化工事完了
- 平成22年11月5日　文部学省学力向上事業研究指定発表会
- 平成23年6月18日　OA電源工事・校内LAN設備工事完了
- 平成24年2月16日　自主研究発表会
- 平成24年3月27日　仮説第二音楽室・図工室プレハブ校舎新設
- 平成24年9月14日　南校舎増築工事開始
- 平成24年10月6日　丘小の40周年を祝う会
丘小卒業人数 5180名　（平成24年時点）